# Laurin Hoppler

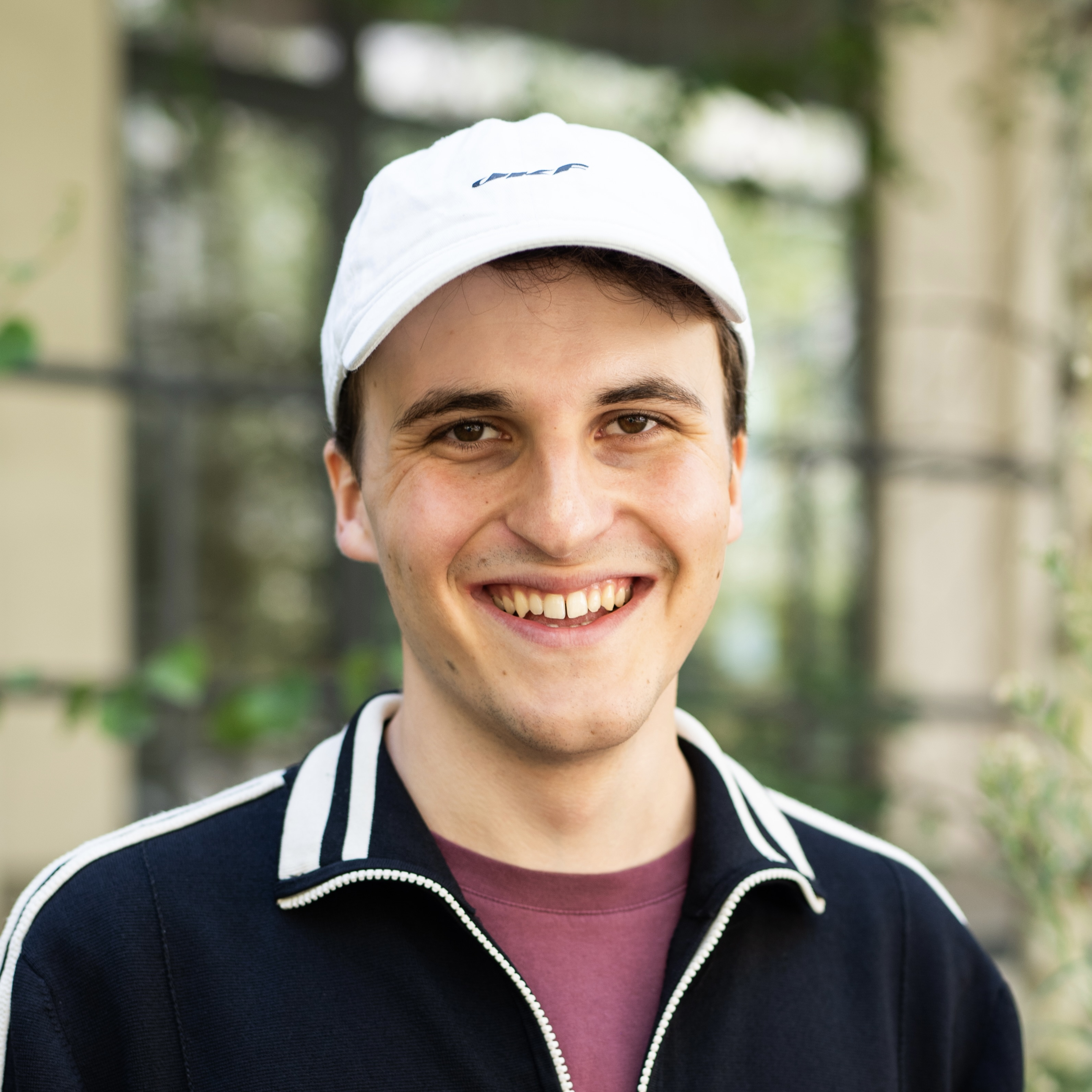
Laurin Hoppler (2024)

Laurin Hoppler (* 30. Januar 2001 in Basel) ist ein Schweizer Politiker des Jungen Grünen Bündnisses Basel. Seit 2021 ist er Grossrat des Kantons Basel-Stadt. Er ist der jüngste, direkt ins Parlament gewählte, Grossrat der Geschichte Basels.

## Leben
Laurin Hoppler wuchs in Basel auf und schloss dort im Sommer 2019 die Rudolf Steiner Schule ab. Schon dort setzte er sich politisch ein und gründete im Rahmen seiner Abschlussarbeit ein SchülerInnenparlament. Er arbeitete als Barista im Unternehmen Mitte. Zurzeit arbeitet er als Servicemitarbeiter im Hotel Nomad einem Betrieb der Krafft Gruppe.

## Politik
Den Einstieg in die Politik fand er durch die Teilnahme am Klimastreik 2018. Dort trug er zur Entstehung der Klimabewegung in Basel bei und galt als Sprachrohr des Basler Klimastreiks. Er gehörte von 2016 bis 2020 dem Jungen Rat (Jugendparlament Basel-Stadt) an und wo er sich für die Anliegen der Jugendlichen einsetzte. Auf nationaler Ebene setzt er sich für die Senkung des Stimmrechtsalters auf 16 Jahre ein. Als das Thema in der Staatspolitischen Kommissionen (SPK) des Nationalrats behandelt wurde, gestaltete er die Crowd-Lobbying Kampagne, als Teil der IG Stimmrechtsalter 16, mit. In Basel-Stadt leitete er die Kampagne zur Trinkgeldinitiative, die vom überparteilichen Komitee Kulturstadt Jetzt lanciert und vom Volk angenommen wurde. Er ist das jüngste Grossratsmitglied, in der Geschichte des Basler Parlaments, welches direkt vom Volk in den Grossen Rat gewählt wurde.
Er ist Vize-Präsident der Fraktion Grün-Alternatives Bündnis. Im Grossen Rat nimmt er in der Geschäftsprüfungskommission Einsitz. Bis 2022 war er auch Mitglied der PUK zum Neubau des Biozentrums und der Petitionskommission. Auf der Liste 8 kandidiert er für den Nationalrat. Als Teil einer unabhängigen Wahlbeobachterdelegation beobachtete er 2023 die Wahlen in der Türkei.
Hoppler setzt sich für mehr Klimaschutz und Klimagerechtigkeit ein. Im Initiativkomitee der Klimagerechtigkeitsinitiative Basel 2030, steht er für ambitionierte Klimaziele in der Stadt Basel ein. Er ist bestrebt, die Anliegen der jüngeren Generationen in die parlamentarische Politik einzubringen. Im Komitee Kulturstadt Jetzt engagiert er sich für eine diverse und florierende Kulturstadt Basel. Neben seinem politischen Einsatz für die Jugendkultur ist er im Vorstand des Jugendkulturfestival Basel (JKF) und organisiert dieses seit 2021 mit.